# Aphelandra lasia
Aphelandra lasia är en akantusväxtart som beskrevs av Emery Clarence Leonard. Aphelandra lasia ingår i släktet Aphelandra och familjen akantusväxter. Inga underarter finns listade i Catalogue of Life.